# Енгелберт III фон Химгау
Енгелберт III фон Химгау (на немски: Engelbert III Graf im Chiemgau; * ок. 945; † 9 юни 1020) от старата баварска фамилия Зигхардинги, е граф в Химгау (Кимгау).

## Произход
Той е син на граф Зигхард IV фон Химгау-Зулцбурггау († ок. 980/994) и съпругата му Вила от Бавария († ок. 970/ок. 980), дъщеря на граф Бернхард от Бавария и съпругата му Енгилрат. Внук е на граф Зигхард III (II) от Химгау-Зулцбурггау († 916/923/ сл. 959). Брат е на граф Зигхард V фон Химгау († 1020), Фридрих фон Химгау († сл. 1000), Нордберт II фон Химгау, и на Пилгрим († сл. 991), епископ на Пасау (971 – 991).

## Фамилия
Енгелберт III фон Химгау се жени за Адала Баварска († сл. 7 септември 1020), вдовица на баварския пфалцграф Арибо I († сл. 1000), дъщеря на пфалцграф Хартвиг I от Бавария от род Арибони († 985), и на Вихбурга Баварска († сл. 980). Те имат децата:
- Зигхард VII († 5 юли 1044), граф в Химгау, женен за Пилихилд/Билихилд фон Андекс († 23 октомври 1075), дъщеря на Фридрих I, граф на Горен Изар (Андекс)
- Хартвиг († 31 януари 1039), епископ на Бриксен (1022 – 1039)
- Енгелберт IV († 15 март 1040), Норитал и Пустертал, женен ок. 1030 г. за Лиутгард от Истрия († 1066/1077)
- Фридрих фон Химгау († 1023), дякон